# بودروگ‌کیش‌فالود
بودروگ‌کیش‌فالود (به مجاری:  Bodrogkisfalud) یک شهرداری در مجارستان است که در ناحیه توکای واقع شده‌است. بودروگ‌کیش‌فالود ۱۴٫۶۸ کیلومتر مربع مساحت و ۹۸۰ نفر جمعیت دارد.